# Белоголовский сельский совет
Белоголовский сельский совет (укр. Білоголівська сільська рада) — входит в состав
Зборовского района
Тернопольской области
Украины.
Административный центр сельского совета находится в 
с. Белоголовы.

## История
- 1939 — дата образования.

## Населённые пункты совета
- с. Белоголовы
- с. Нетерпинцы